# Nokia E72
De Nokia E72 is een zakelijke smartphone uit de Nokia E-serie-reeks en is de opvolger van de succesvolle Nokia E71. Deze smartphone beschikt over een 5 megapixelautofocus camera met led-flitser, 3.5mm-audiojack, Wi-Fi, 3G, GPS en een kompas.